# Lingue nicobaresi
Le lingue nicobaresi costituiscono un ramo del gruppo di lingue mon khmer della famiglia delle lingue austroasiatiche.

## Distribuzione geografica
Sono parlate dalle popolazioni autoctone delle isole Nicobare nell'oceano Indiano orientale, appartenenti politicamente all'India. Il numero totale di parlanti di queste lingue è di circa 30 000 persone.

## Classificazione
Il gruppo è formato da 6 lingue. L'ordine va da nord a sud. [tra parentesi quadra il codice ISO 639-3] :
- Lingua car [caq] detta anche nicobarese car o pu, parlata sull'isola Car Nicobar
- Il sottogruppo chowra-teressa:
  - Lingua chaura [crv] detta anche chowra o tutet, parlata sull'isola Chowra
  - Lingua teressa [tef] detta anche taih-tong, parlata sulle isole Teressa e Bompoka
- Lingua nicobarese centrale [ncb] detta anche nicobar, parlata sulle isole Katchal, Camorta, Nancowry, e Trinket
- Lingua shom peng [sii] detta anche shobang, shom pen, shompen, shompeng, parlata sull'isola Gran Nicobar
- Lingua nicobarese meridionale [nik] detta anche nicobara, parlata sulle isole Gran Nicobar e Piccola Nicobar

## Storia
Le lingue nicobaresi sono le sole lingue della famiglia mon khmer parlate da  una popolazione isolata dal continente asiatico. Secondo il linguista Robert Parkin, la tradizione dei Car vuole che i loro progenitori fossero fuggiti, in seguito ad una ribellione, dalla  regione del Tenasserim in Birmania. Se questo avvenimento fosse vero, tenuto conto delle deboli differenze dialettali delle lingue nicobaresi, potrebbe aver avuto luogo durante il 1º millennio dell'era cristiana.
Similitudini morfologiche tra le lingue nicobaresi e le lingue austronesiane sono state invocate per giustificare l'ipotesi dell'esistenza di una  superfamiglia linguistica austrica.